# Alexandru Muruzi
Cneazul (Prințul) Alexandru Alexandrovici Muruzi (în rusă Александр Александрович Мурузи, n. 18/30 martie 1872, Galați, România – d. 3 iulie 1954, Paris, Franța) a fost un general de armată rus de origine română, descendent al familiei nobiliare moldovenești Muruzi. A servit în armata Imperiului Rus, participând la Războiul Ruso-Japonez și Primul Război Mondial, și a fost activ în Mișcarea Albă în timpul Războiului Civil Rus.

## Biografie
Născut în Galați într-o familie nobiliară moldovenească de origine fanariotă din Gubernia Basarabia, Alexandru Muruzi a fost fratele diplomatului Konstantin Muruzi și al Mariei, soția generalului Fiodor Keller. Era nepotul lui Constantin D. Moruzi și al lui Dumitru C. Moruzi.
A absolvit Corpul de Cadeți Alexandrov în 1891 și Corpul de Paji în 1893. A fost promovat la gradul de locotenent în 1897.
După o perioadă în rezervă, a fost reactivat în Regimentul de Cavalerie Daghestan, fiind promovat la gradul de căpitan de stat major. În 1902, s-a retras din motive de sănătate.
În timpul războiului ruso-japonez, a fost reactivat în Regimentul 2 Cazac Cita și promovat pentru merite deosebite în luptă.
A absolvit Academia Militară Nicolaev a Statului Major General în 1907 și a fost numit în Statul Major General. A urmat cursuri la Școala de Cavalerie a Ofițerilor și a fost promovat căpitan.
În 1911 a fost detașat la Școala de Aeronautică a Ofițerilor, obținând calificarea de pilot. A devenit șef de stat major al fortăreței Kiev și a fost avansat la gradul de locotenent-colonel în 1912, apoi colonel în 1913.
A participat activ în Primul Război Mondial, servind în Regimentul 2 de Cazaci Zaporojeni și în Statul Major General. A fost decorat cu Ordinul Sabia Sfântului Gheorghe pentru curajul demonstrat în campania din Ungaria în 1914.
După Revoluția Rusă, a participat la Mișcarea Albă în nordul Rusiei, fiind promovat la gradul de general-maior în 1919.
După înfrângerea Mișcării Albe, s-a stabilit în exil în Franța, unde a trăit până la moartea sa în 1954. A fost înmormântat în cimitirul rus din Sainte-Geneviève-des-Bois.

## Distincții
- Sabia Sfântului Gheorghe
- Ordinul Sfântului Gheorghe clasa a IV-a
- Ordinul Sfântului Vladimir clasa a III-a cu săbii